# Arthur Louis Day
Arthur Louis Day (Brookfield, Massachusetts, 30 de outubro de 1869 — 2 de março de 1960) foi um geofísico norte-americano.
Foi diretor do Laboratório Geofísico da "Instituição Carnegie" de Washington, entre 1907 e 1936.
Durante grande parte de sua vida, principalmente enquanto na Instituição Carnegie, Louis Day contribuiu com importantes investigações  no campo da física, química, geologia, sismologia, vulcanologia e também na pesquisa do vidro e da cerâmica.
Foi laureado com a Medalha William Bowie pela American Geophysical Union em 1940 	, com a medalha Wollaston pela Sociedade Geológica de Londres em 1941 e com a Medalha Penrose pela Geological Society of America - GSA) em 1947.
Em 1948 foi criada em sua honra a Medalha Arthur L. Day, pela Geological Society of America - GSA), por suas contribuições na aplicação da física e química na solução de problemas geológicos. Além de várias condecorações científicas, foi membro de diversas sociedades científicas dos Estados Unidos.

## Obras
- "Hot Springs of the Yellowstone National Park"  com  E. T. Allen